# TIM Maschinenfabrik
Die TIM Maschinenfabrik war ein Hersteller landwirtschaftlicher Maschinen und Geräte mit Sitz in Dänemark. Der Schwerpunkt der wirtschaftlichen Aktivitäten lag in der Neuentwicklung und Herstellung fortschrittlicher Rübenerntesysteme.

## Geschichte

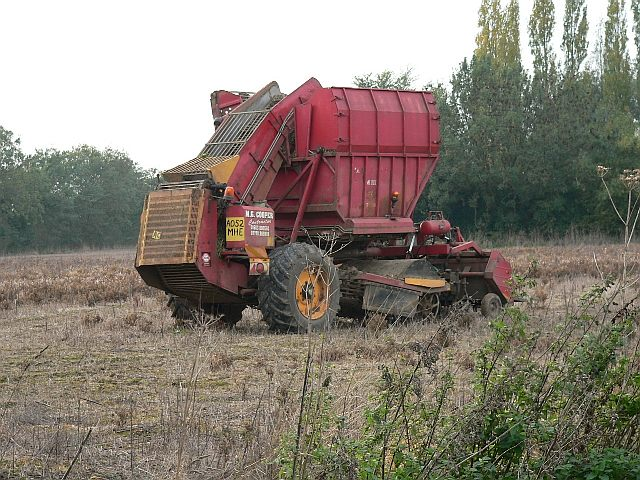
Rübenroder von TIM

Das Unternehmen entstand aus einer Dorfschmiede, dessen Inhaber sich mit dem Problem der mechanischen Rübenernte beschäftigte und schnell durch Qualität und Funktionalität zum geschätzten Landmaschinenhersteller wurde. Innerhalb kürzester Zeit waren die Roder von TIM in Dänemark und Deutschland weit verbreitet. Die gezogenen Zweireiher von TIM lösten die Zweireiher der Wilhelm Stoll Maschinenfabrik GmbH ab und prägten, besonders im Rheinland, lange die Zuckerrübenernte.
Die Stärken des TIM Roders im Gegensatz zum Stoll waren unter anderem ein geringerer Verlust durch abgebrochene Rübenspitzen und ein wesentlich größerer Bunker.
Im Jahr 2000 wurde die TIM Maskinfabrik A/S mit der ebenfalls aus Dänemark stammenden Maskinfabrikken Thyregod A/S zusammengeführt. Seitdem wird der Landmaschinenhersteller Tim Thyregod A/S genannt, gleichzeitig erwarb Kongskilde Industries A/S einige Anteile dieser Fabrik.
Bedingt durch die Zuckermarktordnung und dem Bestreben nach größerer Wirtschaftlichkeit werden gezogene Rübenroder immer mehr verdrängt. Die Bauern schließen sich immer häufiger zu Rodegemeinschaften zusammen und investieren in die Anschaffung von sechsreihigen selbstfahrenden Rübenvollerntern. In 2010 arbeitete man zusammen mit der Saaten-Union an einem gezogenen Roder, der auch die Blätter zu Biogas-Zwecken miterntet.